# GNVERT
Gnvert est une filiale à 100 % d'Engie distribuant des carburants alternatifs.
Gnvert est une filiale de GDF Suez Energie Services (80 000 personnes, CA 15 Mds Euros) et de GDF Suez Energie Europe (27 200 personnes, CA 41 Mds Euros).
Gnvert est l’acteur majeur de la filière du carburant au Gaz Naturel Véhicules (GNV) en France.
Gnvert distribue et commercialise depuis 1998 du GNV et d’autres carburants propres et vend des prestations de mobilité durable aux collectivités locales et aux entreprises.